# イエローカード (テレビドラマ)
イエローカードはTBS系列で1993年7月2日～9月24日に放送されたテレビドラマ。視聴率が好評だったので、後にSPドラマとしても放映された。

## あらすじ
3年前に浮気して妻とサッカー少年の息子（一茂）を捨てたダメ親父（正夫）が再び家に戻るが、すでに妻はくも膜下出血で他界したばかり。妻の妹の紀子は何度も正夫が次々にトラブルを作ってきて各話喧嘩が絶えない。正夫はそれでも少しずつ再び自分の息子の信頼を再び得ようと努力するがなかなか思い通りにいかない…。

## 物語
福田正夫は3年前の平成3年3月2日に浮気相手と共に妻と息子を捨てて家を出て行った。しかし金が尽きた正夫は浮気相手に捨てられ、板前などを転々とやりながら過ごし、再び家に戻ってきた。ところが、妻はちょうどくも膜下出血で他界した直後であった。妻の妹の矢坂紀子は正夫が出て行ってから姉の智子が苦労を祟って他界したと正夫を一方的に責める。
息子の福田一茂は生まれたときに正夫が長嶋一茂を尊敬し、野球好きだったために付けた名前だが、当の本人は野球よりもサッカーが好きである（この時期はJリーグの創設などサッカーブームであり、タイトルの"イエローカード"もそこからきている）。この頃に流行したプロミスリング（ミサンガ）を何本もしている。この時小学3年生で正夫が出て行ったのは一茂が小学校に上がるちょっと前であった。いつも考えることは「なんでだ」。
そして正夫は親子関係を取り戻そうと焼き鳥を再び作って取り戻そうとするが、行動が裏目に出ることが多い。
妻の姉妹の祖父、矢坂三郎は紀子とは違い貫禄を持ちながら正夫の立ち直りを陰ながら支援してくれる。
河合修平はこの「ラーメン姉妹」で働くアルバイトであるが、正夫の暴走を何度も止めたりクールな判断でアドバイスしたりする。しかし実は紀子に恋をしているようで、ついに最終話では失踪してしまう。
阿部文造は旧友で、工場の借金に苦しみながらも正夫に協力して軽トラックを提供してくれる。
正夫が再び始めた焼き鳥は1本200円とかなり高価ではあるが、生前結婚する前に妻のともこが働いていたうなぎ屋のタレを併せて作ったもので、こっそりカズこと一茂と教えた。このタレは正夫とともこがやっと作ったもので、正夫が出て行った日にともこは瓶ごと割ろうとしたが割れず、封印して縁の下に保管してくれていた。
なお、第6話で正夫(陣内)が風呂上りの時に海に行った一茂（利倉）から掛かって来る電話の時のシーン（露出過多）が後日のNGとして放映された。また、他のシーンもNGシーンで正夫役の陣内はNGの時に笑いを誘ってNGを楽しんでいる。

## キャスト
- 福田正夫：陣内孝則

一茂の父。
- 矢坂紀子：菊池桃子

正夫の義妹で、一茂の叔母。三郎と共に甥の一茂の面倒を見ている。姉と一茂を置いて浮気相手の元に行っていた正夫の事を嫌っている。
- 福田一茂：利倉大輔（子役）

正夫の息子で小学生。サッカーが好きでミサンガをつけている。口数は少ないが「心の声」として発言している場面が多い。口癖は「何でだ」
- 河合修平：原田龍二

店の従業員。紀子に恋心を抱いている。
- 前田巡査：けーすけ
- 洋子：三田文代
- 幸子：円城寺あや
- 阿部文造：村田雄浩
- 矢坂三郎：小林桂樹

紀子の父（正夫の岳父）、一茂の祖父。

## 備考
1993年8月6日の放送時には、鹿児島市周辺で未曽有の大水害が発生した。そのため、地元のTBS系列局・南日本放送は当ドラマの放送を、放送途中ながら21時30分過ぎに中止し、独自の報道特別番組に切り替えた。後日、他の時間帯にて振替放送が行われ、当番組のスポンサーのCMも放送された。しかし、この日は細川護熙の総理就任に伴い既にJNN全体で特別報道体制が敷かれていた為、地元住民の中には災害情報へ中々切り替わらない放送に対し不満が続出した事が、当時の回顧録に挙げられている。詳しくは「平成5年8月豪雨」を参照。

## テーマ曲
- 主題歌「鍵」城之内ミサ
- 挿入歌「Le Courage～勇気」城之内ミサ

## スタッフ
- 脚本：黒土三男
- 音楽：城之内ミサ
- プロデュース：柳井満
- 演出：柳井満、清弘誠

## サブタイトル
| TBS系 金曜21時枠連続ドラマ                   | TBS系 金曜21時枠連続ドラマ                | TBS系 金曜21時枠連続ドラマ        |
| 前番組                                       | 番組名                                    | 次番組                            |
| -------------------------------------------- | ----------------------------------------- | --------------------------------- |
| ダブル・キッチン （1993年4月16日 - 6月25日） | イエローカード （1993年7月2日 - 9月24日） | RUN （1993年10月15日 - 12月24日） |